# دریر (دهانه)
دریر یک دهانه برخوردی در ماه‌ است.

## دهانه‌های اقماری
این دهانه ۶ دهانه اقماری دارد.
| Dreyer | عرض جغرافیایی | طول جغرافیایی | قطر          |
| ------ | ------------- | ------------- | ------------ |
| C      | ۱۱.۲° N       | ۹۸.۲° E       | ۳۷.۰ کیلومتر |
| D      | ۱۰.۸° N       | ۹۹.۸° E       | ۲۷.۰ کیلومتر |
| K      | ۹.۰° N        | ۹۷.۴° E       | ۲۳.۰ کیلومتر |
| J      | ۸.۸° N        | ۹۸.۲° E       | ۲۹.۰ کیلومتر |
| R      | ۸.۵° N        | ۹۴.۰° E       | ۱۸.۰ کیلومتر |
| W      | ۱۱.۸° N       | ۹۵.۷° E       | ۳۰.۰ کیلومتر |